# Régi magyarországi nyomtatványok
A Régi magyarországi nyomtatványok (RMNy) egy szerkesztés alatt álló könyvtörténeti kézikönyv-sorozat, amely a kora újkori magyarországi és/vagy magyar nyelvű nyomtatványok bibliográfiai adatainak összegyűjtésével foglalkozik. Előkészítése 1952-ben kezdődött, első kötete pedig 1971-ben jelent meg.

## Előzményei
A Régi magyarországi nyomtatványok „nem tekinthető hagyományos bibliográfiának. Leginkább egy sok évszázados értelmiségi hagyomány összefoglalásának és modern formában való újraalkotásának lehet tartani.” A magyar szellemi élet nyomtatott emlékeink gyűjtése ugyanis már a 18. században megkezdődött, és az addigi egyedi erőfeszítéseket Szabó Károly korszakos jelentőségű műve, az 1879 és 1898 között megjelent Régi magyar könyvtár (RMK) összegezte, és tetőzte be. 
Az RMK megjelenése után a magyar tudományos közvélemény fokozott érdeklődéssel fordult a régi magyarországi nyomtatványok kutatása felé. Ezekből a nagy könyvtárak különgyűjteményeket hoztak létre, külön nyilvántartások készültek, a szakmai folyóiratok pedig számos újabb, addig ismeretlen műről és példányról adtak hírt. 
A jelentős számú kiegészítés és pótlás összegyűjtését a Magyar Tudományos Akadémia már a 19. század utolsó éveiben elhatározta. Megbízásából a század elején Dézsi Lajos, a budapesti, majd a kolozsvári egyetem irodalomtörténet professzora kezdte meg a pótlások összegyűjtését és közzétételét. Az ezeket tartalmazó első füzet 1906-ban jelent meg, egy másik pedig az első világháború miatt nyomdai kefelevonatban maradt. Vele párhuzamosan Sztripszky Hiador néprajkutató, az Erdélyi Nemzeti Múzeum, majd a Magyar Nemzeti Múzeum munkatársa is megpróbálta összegyűjteni at RMK-t kiegészítő adatokat, amelyeket 1912-ben egy kőnyomatos jegyzékben tett közzé. Később gyűjtését személyes kutatásokkal jelentősen bővítette, ennek eredményeit azonban 1946-ban bekövetkezett haláláig nem tudta közreadni.

## Története
Dézsi és Sztripszky munkássága is nyilvánvalóvá tette, hogy a régi magyar retrospektív bibliográfia teljessé tétele meghaladja egyetlen szakember teljesítőképességét. 1940-ben Fitz József, az Országos Széchényi Könyvtár főigazgatója megbízta Varjas Bélát, hogy készítsen tervezetett az új RMK elkészítésére. Érdemi munkára azonban a második világháború miatt már nem került sor. A háború után azonban az OSZK visszatért a korábbi tervhez. A Magyar Tudományos Akadémia évenkénti támogatásával 1952-től munkaközösséget szervezett fiatal irodalomtörténészekből és könyvtárosokból, akik elkezdték összegyűjteni a szakirodalomban ismertetett adatokat, átnézték a külföldi bibliográfiákat, és elkezdték újra számba venni a magyarországi könyvtárak állományát is, beleértve azokat a példányokat, amelyek akkoriban, az államosított szerzetesi gyűjteményekből kerültek az OSZK és más állami könyvtárak állományába. Ennek összesített eredményét a RMK I-II kötetének egy olyan példányába vezették be, amelyet minden lap után tiszta lapokkal bővítettek.
Az RMNy első tervezete 1954 elején készült el, Varjas Béla vezetésével. Ekkora vált nyilvánvalóvá, hogy nem az RMK kiegészítéséről vagy újabb adalékkötet kiadásáról lesz szó, hanem egy új, korszerű bibliográfiáról. Az új adatokból ugyanis az látszott, hogy at RMK 16. századi anyaga 30%-kal, a 17. századi pedig 40-50%-kal bővíthető. Az RMNy az RMK I. és II. kötetének anyagát, tehát a magyar nyelvű és a Magyarországon készült nyomtatványokat együtt célozta feldolgozni, a külföldön megjelent szerzői vagy tartalmi hungarikumok (RMK III, Apponyiana) feldolgozását azonban kizárta. (A munkacsoport azonban az RMK III. kötetéhez is adott közre pótköteteket.) A tervezetet az MTA Könyvtártudományi Főbizottsága 1955-ben elfogadta és megvalósításával továbbra is az OSZK-t bízta meg. A munkacsoport akadémiai támogatása 1958-ban megszűnt, de 1961-től újraindult, elsősorban Mezey Lászlónak, az MTA I. osztálya újonnan alakult Könyvtörténeti, Bibliográfiai és Dokumentációs Munkabizottsága elnökének köszönhetően. 
Az új személyi összetételű munkacsoport vezetője Borsa Gedeon lett, aki már korábban is ott dolgozott. Ekkor lett a munkacsoport tagja Holl Béla piarista, akit a diktatúra nem ismert el szerzetesnek, és akit egy évvel korábban eltávolítottak a váci egyházmegyei könyvtárból. (Egyébként Borsa Gedeon osztálytársa volt a budapesti piarista gimnáziumban.) 1963-tól lett Mezey László ajánlására lett a csoport tagja Hervay Ferenc, az állam által feloszlatott ciszterci rend tagja, aki azt megelőzően az egri főegyházmegye könyvtárosa volt, majd hitoktatási tevékenysége miatt két évet börtönben töltött. 
A munkacsoport elsősorban a legrégebbi korszakra, a 16. századra koncentrált. Ekkor alakult ki az a koncepció, amely a bibliográfiai leírást tartalmi föltárással és a szakirodalom teljes ismertetésével egészítette ki. Az első kötet lektorált kézirata 1966/1967-ben készült el, de még évekig tartott a címlapok reprodukciójának összegyűjtése (amely jórészt Hervay Ferenc kezdeményezésére történt) és a mutatók elkészítése. A kötet végül 1971-ben jelent meg az Akadémiai Kiadónál. A három fő szerző, Borsa Gedeon, Hervay Ferenc és Holl Béla
munkájukért 1972-ben Akadémiai Díjban részesültek.
A munkacsoport azóta is folyamatosan, lassan változó személyi összetételben dolgozik az eredeti koncepció megvalósításán. Az egyes újabb kötetek eddig 12-17 évente követték egymást.

## Koncepciója
Az RMNy célja, hogy közzétegye a könyvnyomtatás magyarországi megjelenése (1473) és az 1800 között megjelent valamennyi magyar nyelvű vagy Magyarországon készült nyomtatvány adatait, akár irodalmi, tudományos, vallási munkákról, akár egyleveles alkalmi nyomtatványokról legyen szó. A kötetek kronologikus rendben, az egyes éveken belül a nyomdahelyek betűrendjében, azon belül pedig a címleírás betűrendjét követve mutatják be a példányból ismert, vagy megbízható források alapján feltételezhető kiadványokat. (A teljes bibliográfiának mintegy egyötödét az utóbbi típusú ilyen tételek teszik ki.) Ezenfelül az egyes kötetek végén külön Appendix cáfolja meg a szakirodalomban alaptalanul feltételezett vagy tévesen meghatározott nyomtatványokat. Az RMK-hoz hasonlóan az RMNy sem tartalmazza a Magyar Királysághoz tartozó Szlavónia és Horvátország területén megjelent nyomtatványokat.
Az RMNy leírásai azért különlegesek, mert a szokásos bibliográfiai adatok (címleírás, méret, kolláció, lelőhelyek, bibliográfiai hivatkozások, stb.) mellett az egyes kiadványokat tartalmilag is ismerteti, valamint összefoglalja a rájuk vonatkozó irodalmi és művelődéstörténeti kutatások legfontosabb eredményeit, a könyvészeti és nyomdatörténeti szakirodalomról pedig teljes áttekintést ad. Ezenfelül közli a fönnmaradt nyomtatványok címlapjainak fényképeit.
Az RMNy első öt kötetében (1685-ig) 4628 tétel szerepel. Az 1670 utáni harminc év könyvtermését megbecsülve, az RMNy 1700-ig terjedő részének utolsó sorszáma 6000 körül lesz.

## A megjelent kötetek adatai
| kötet | feldolgozott időszak | szerzők, közreműködők (km.) | kiadási hely, idő | elektronikus elérhetőség |
| ----- | -------------------- | --- | ----------------- | ------------------------ |
| I.    | 1473–1600            | Borsa Gedeon, Hervay Ferenc, Holl Béla, Käfer István, Kelecsényi Ákos                                                                                          | Budapest, 1971    | REAL                     |
| II.   | 1601–1635            | Borsa Gedeon, Hervay Ferenc, Holl Béla km.: Fazakas József, Heltai János, Kelecsényi Ákos, Vásárhelyi Judit                                                    | Budapest, 1983    | REAL                     |
| III.  | 1636–1655            | Heltai János, †Holl Béla, Pavercsik Ilona, P. Vásárhelyi Judit km.: Dörnyei Sándor, V. Ecsedy Judit, Käfer István                                              | Budapest, 2000    | REAL                     |
| IV.   | 1656–1670            | Heltai János, Pavercsik Ilona, Perger Péter, P. Vásárhelyi Judit km.: V. Ecsedy Judit, Käfer István                                                            | Budapest, 2012    | REAL                     |
| V.    | 1671–1685            | Heltai János, Kovács Eszter, P. Vásárhelyi Judit, Perger Péter, Szvorényi Róbert, Tóth Anna Judit, V. Ecsedy Judit, szerk. P. Vásárhelyi Judit és Perger Péter | Budapest, 2023    |                          |
| VI.   | 1686–1700            | előkészületben |                   |                          |

## Pótlások és kiigazítások
1. Borsa Gedeon, in Magyar Könyvszemle 1975, 85-90.
2. Hervay Ferenc, in Magyar Könyvszemle 1975, 90-92.
3. Borsa Gedeon, in Magyar Könyvszemle 1976, 281-294.
4. Borsa Gedeon, in Magyar Könyvszemle 1977, 375-381.
5. Borsa Gedeon, in Magyar Könyvszemle 1984, 119-127.
6. Borsa Gedeon, in Magyar Könyvszemle 1987, 57-64.
7. Borsa Gedeon, in Magyar Könyvszemle 1995, 287-304.

## Egyéb hivatkozások
- Magyar Nemzeti Bibliográfia
- Az RMK és az RMNY összefüggései